# Min Jin Lee
Min Jin Lee (Seül, 11 de novembre de 1968) és una escriptora i periodista coreana-americana establerta a Manhattan.
La seva obra tracta amb freqüència temes coreans i coreà-americans. És l'autora de les novel·les Free Food for Millionaires (2007) i Pachinko (2017), que fou finalista del National Book Award. Aquesta última va ser adaptada com a sèrie per Apple TV+ a partir del 2022.
Lee va néixer a Seül, Corea del Sud. La seva família va arribar als Estats Units l'any 1976, quan ella tenia set anys, i va créixer en el districte de Queens, Nova York. Els seus pares tenien una joieria a l'engròs al carrer 30 amb Broadway, en el barri coreà de Manhattan. Va estudiar Dret i va exercir com advocada.